# Evropské hry 2027
IV. Evropské hry nebo také Evropské hry 2027 (turecky 2027 Avrupa Oyunları) se budou konat v tureckém Istanbulu. V některých sportovních odvětvích budou mít sportovci možnost kvalifikovat se na Letní olympijské hry 2028 v Los Angeles.

## Pořadatelství
V říjnu 2022 hlavní představitelé EOV oznámili, že jsou blízko k nalezení hostitele Evropských her v roce 2027. Jako potenciální kandidáti byly oznámeny státy Španělsko, Francie a Portugalsko. Později svůj zájem o pořádaní projevilo i město Split v Chorvatku.
V říjnu 2023 ale Istanbul uvedl, že má záměr uspořádat Evropské hry a Evropské para mistrovství, jako součást dlouhodobé nabídky pro pořádání olympijských a paralympijských her v roce 2036. Istanbulská delegace představila své plány na pořádání Evropských her na zasedání výkonného výboru EOV dne 7. února 2024 v Madridu. Po prezentaci prezident EOV Spyros Capralos uvedl, že Istanbul má nezbytnou infrastrukturu pro pořádání her a plánuje návštěvu města, aby podrobněji prodiskutoval nabídku.
Evropský olympijský výbor oficiálně potvrdil Istanbul jako hostitelské město dne 27. března 2024 během tiskové konference organizované istanbulským starostou Ekrem İmamoğlu. Dne 16. května 2024 přiletěl turecký výbor do Říma, kde strany podepsaly dohodu, která formalizovala smlouvu o hostitelském městě a která oficiálně stanovila Istanbul jako pořadatele 4. evropských her.
| Město    | Stát    | 1. kolo     |
| Istanbul | Turecko | Jednohlasně |